# Iman Vellani
Iman Vellani, född 3 september 2002 i Karachi, Sindh, Pakistan, är en kanadensisk skådespelare. Hon är känd för sin roll som Kamala Khan i Marvel Cinematic Universe.

## Filmografi (i urval)
- 2022 – Ms. Marvel (TV-serie)
- 2022 – Marvel Studios: Assembled (TV-serie)
- 2023 – The Marvels
- 2024 – Marvel Zombies (TV-serie)